# Баскская Википедия
Ба́скская Википе́дия (баск. Euskarazko Wikipedia) — раздел Википедии на баскском языке. Основана 7 ноября 2003 года.
В августе 2007 года основатель Википедии Джимми Уэйлс использовал баскскую Википедию в качестве примера того, для чего нужны разделы на малых европейских языках:
Возможно, Вам и не нужна Википедия на валлийском. Число людей, которые говорят на валлийском, но не знают английского, очень невелико, и с каждым годом оно становится всё меньше. Так зачем же нам Валлийская Википедия? Ну, люди захотели, чтоб она была, и теперь они работают над ней. И главный мотив — сохранение языка. Это язык их отцов и матерей, и они хотят, чтобы он остался живым, чтобы сохранилась литература на нём. На некоторых из малых языков, таких, как баскский и каталанский, ведутся очень успешные проекты. Мне кажется, сохранение элементов языка и культуры с помощью совместных проектов имеет смысл.
Оригинальный текст (англ.)You don't really need a Welsh language Wikipedia, perhaps. The number of people who speak Welsh who don't also speak English is very small and getting smaller every year. So why do we have a Welsh Wikipedia? Well, people wanted it, so they're making it. And language preservation is the main motive. It is their mother tongue and they want to keep it alive, keep its literature alive. Certainly some of the larger small languages like Basque and Catalan  have very successful projects. I definitely see that preserving parts of your language and culture through collaborative projects makes a lot of sense.
25 января 2008 года баскская Википедия получила награду «Argia Saria», учреждённую еженедельным журналом на баскском языке «Аргиа» в категории Интернет.

## Txikipedia
Весной 2018 года в баскской Википедии появился проект для детей Txikipedia (от txiki с баск. — «маленький»), вдохновлённый французской детской энциклопедией Vikidia. Через год после запуска в проекте было 2600 статей, большинство из которых были посвящены математике и естественным наукам. По состоянию на лето 2023 года в Txikipedia насчитывалось более 6 тысяч статей.

## История
- 30 декабря 2009 года преодолела рубеж в 50 000 статей.
- 21 мая 2011 года преодолела рубеж в 100 000 статей[4].
- 28 марта 2013 года преодолела рубеж в 150 000 статей.
- 19 октября 2022 года преодолела рубеж в 400 000 статей[5].

## Статистика
По состоянию на 16 июля 2025 года баскский раздел Википедии содержит 467 841 статей, занимая по этому показателю 32-е место среди всех языковых разделов. Зарегистрировано 175 500 участников, из них 301 совершили какое-либо действие за последние 30 дней, 12 участников имеют статус администратора. Общее число правок составляет 10 335 342.